# 전우 (1983년 드라마)
《전우》(戰友)는 KBS에서 1983년 9월 1일부터 1984년 10월 25일까지 방영된 반공 드라마로, 1978년 4월 8일까지 방영되었던 것을 5년 반만에 배우 강민호를 주인공으로 하여 다시 제작 · 방영하였다. 이후 2010년 《전우》를 20부작으로 다시 제작하여 방영하였다.

## 제작진
- 김재순[2][3]
- 한정희
- 정영철
- 문영진
- 염현섭

## 등장 인물
- 강민호 : 강 상사 역
- 김시원
- 김윤형
- 조재훈
- 장칠군
- 박해상
- 송종원
- 김천만
- 이문환
- 윤승원
- 오영수
- 이대로

## 에피소드 목록
- 1회 불타는 다리
- 2회 호랑이 2호 명령
- 3회 전쟁과 노인
- 4회 통트는 아침
- 5회 저 등대에 불빛을
- 6회 노을진 강
- 7회 가장 긴 밤
- 8회 어떤 소년병
- 9회 잃은 것과 찾은 것
- 10회 탱크사냥
- 11회 두 여인
- 12회 적과 백
- 13회 너의 조국은
- 14회 용사여 용사여
- 15회 암흑의 벽
- 16회 돌아오지 않는 사람들
- 17회 따오기
- 18회 사선을 넘어서
- 19회 전선의 아이들
- 20회 군번없는 병사들
- 21회 종소리
- 22회 울음 숫골의 메아리
- 23회 생과 사
- 24회 여인과 사슬
- 25회 바다의 불사선
- 26회 빼앗긴 미소
- 27회 형제
- 28회 고향이야기
- 29회 비상전선
- 30회 영원한 바다
- 31회 바우
- 32회 탈출
- 33회 고독한 영사들
- 34회 분노의 아버지
- 35회 묵시의 회오리
- 36회 먼 산 울림
- 37회 하늘과 땅사이
- 38회 불멸의 꽃
- 39회 시한폭탄
- 40회 소망
- 41회 빨간민들레
- 42회 혈맥
- 43회 사선25시
- 44회 카나리아를 잡아라
- 45회 어머님 전상서
- 46회 두아들
- 47회 병사와 노란우산
- 48회 한방울의 젖
- 49회 마지막 충성
- 50회 늑대사냥
- 51회 박형 생각나십니까
- 52회 나비야 훨훨 날아라
- 53회 불새들
- 54회 잃어버린 미소
- 55회 포화속의 들꽃
- 56회 야누스의 얼굴

## 수상
- 1984년 제2회 KBS 우수프로그램 평가상 및 보도상 특별부문 연기상 - 강민호[4]